# (13096) Tigris
(13096) Tigris (1993 BE5) – planetoida z pasa głównego asteroid okrążająca Słońce w ciągu 6,98 lat w średniej odległości 3,65 j.a. Odkryta 27 stycznia 1993 roku.